# Now That I Found You
Now That I Found You – piosenka kanadyjskiej piosenkarki Carly Rae Jepsen wydana jako singel z jej albumu Dedicated w 2019 roku.
„Now That I Found You” jest energiczną kompozycją nawiązującą brzmieniowo do lat 80. Jepsen napisała utwór na Nikaragui latem 2017 razem z grupą producencką Captain Cuts oraz producentem o pseudonimie Ayokay. Nagranie ukazało się jako podwójny singel wraz z balladą „No Drug like Me” pod koniec lutego 2019. Obie piosenki spotkały się z pozytywnymi opiniami krytyków, choć singel nie osiągnął sukcesu na listach przebojów. Teledysk do „Now That I Found You” ukazuje życie Carly z kotem, którego wcześniej przygarnęła z ulicy. Końcówka wideoklipu jest nawiązaniem do filmu Śniadanie u Tiffany’ego. Teledysk wyreżyserowali Carlos López Estrada i Nelson DeCastro, a miał on swoją premierę w marcu 2019.

## Lista ścieżek
- Digital download[4]

1. „Now That I Found You” – 3:20
2. „No Drug like Me” – 3:28

- Streaming[5]

1. „Now That I Found You” – 3:20
2. „No Drug like Me” – 3:28
3. „Party for One” – 3:03

## Pozycje na listach przebojów
| Kraj                    | Pozycja |
| ----------------------- | ------- |
| Japonia (Japan Hot 100) | 44      |